# Episodi di Dragnet (serie televisiva 1951) (prima stagione)
La prima stagione della serie televisiva Dragnet è andata in onda negli Stati Uniti dal 16 dicembre 1951 al 19 giugno 1952 sulla NBC.
| nº | Titolo originale      | Prima TV USA     |
| -- | --------------------- | ---------------- |
| 1  | The Human Bomb        | 16 dicembre 1951 |
| 2  | The Big Actor         | 3 gennaio 1952   |
| 3  | The Big Death         | 17 gennaio 1952  |
| 4  | The Big Mother        | 31 gennaio 1952  |
| 5  | The Big Cast          | 14 febbraio 1952 |
| 6  | The Big Speech        | 28 febbraio 1952 |
| 7  | The Big Parrot        | 13 marzo 1952    |
| 8  | The Big Moody         | 27 marzo 1952    |
| 9  | The Big Blast         | 10 aprile 1952   |
| 10 | The Big Trial         | 24 aprile 1952   |
| 11 | The Big September Man | 8 maggio 1952    |
| 12 | The Big Phone Call    | 22 maggio 1952   |
| 13 | The Big Casing        | 5 giugno 1952    |
| 14 | The Big Lamp          | 19 giugno 1952   |

## The Human Bomb
- Diretto da:
- Scritto da:

### Trama
- Interpreti: Jack Webb (sergente Joe Friday), Barton Yarborough (sergente Ben Romero), Raymond Burr (vice Chief Thad Brown), Stacy Harris (Vernon Carney), Herbert Butterfield (tenente Lee Jones), Barney Phillips (Sam Erickson), Sam Edwards (Elwood Carney), Jack Kruschen (addetto all'ascensore), George Fenneman (annunciatore in apertura), Hal Gibney (annunciatore in chiusura)

## The Big Actor
- Diretto da:
- Scritto da:

### Trama
- Interpreti: Jack Webb (sergente Joe Friday), Barton Yarborough (sergente Ben Romero), Whitfield Connor (Leonard Castle), Jack Kruschen (Babe Kellogg), Kenneth Patterson (capitano Kearney), Sarah Selby (Sorella Benedict), Vic Perrin (Henry Hatfield), Olan Soule (sergente Harlan Stall), Will Yaeger (Lieut. Louis Walters), Jack Mulhall (se stesso), Herbert Ellis (Janitor), George Fenneman (Opening Announcer), Hal Gibney (Closing Announcer)

## The Big Death
- Diretto da:
- Scritto da:

### Trama
- Interpreti: Jack Webb (sergente Joe Friday), Barton Yarborough (sergente Ben Romero (credit only)), Barney Phillips (sergente Ed Jacobs), John Dako, Kathleen Freeman, Frank Gerstle, Helen Kleeb (Mrs. Stone), Vic Perrin (Charles Stone), Ken Peters (sergente Bill Cummings), Janet Stewart, Crane Whitley, George Fenneman (annunciatore in apertura), Hal Gibney (annunciatore in chiusura)

## The Big Mother
- Diretto da:
- Scritto da:

### Trama
- Interpreti: Jack Webb (sergente Joe Friday), Barney Phillips (sergente Ed Jacobs), Peggy Webber (Roberta Salazar), Harry Bartell (Frank Salazar), Dan Riss (dottore Walsh), Joyce McCluskey (infermiera O'Connor), Ralph Moody (John Wallace), Olan Soule (sergente Harlan Stall), Herbert Ellis (sergente Joe Olivas), George Fenneman (annunciatore in apertura), Hal Gibney (annunciatore in chiusura)

## The Big Cast
- Diretto da:
- Scritto da:

### Trama
- Interpreti: Jack Webb (sergente Joe Friday), Barney Phillips (sergente Ed Jacobs), Lee Marvin (Henry Ross), George Fenneman (annunciatore in apertura), Hal Gibney (annunciatore in chiusura)

## The Big Speech
- Diretto da:
- Scritto da:

### Trama
- Interpreti: Jack Webb (sergente Joe Friday), Barney Phillips (sergente Ed Jacobs), Virginia Gregg (Iris), Helen Kleeb (Ma Friday), Martin Milner, George Fenneman (annunciatore in apertura), Hal Gibney (annunciatore in chiusura)

## The Big Parrot
- Diretto da:
- Scritto da:

### Trama
- Interpreti: Jack Webb (sergente Joe Friday), Barney Phillips (sergente Ed Jacobs), John Alvin, Herbert Butterfield, Russ Conway, Sam Edwards, Frank Gerstle, Ruth Perrott, George Fenneman (annunciatore in apertura), Hal Gibney (annunciatore in chiusura)

## The Big Moody
- Diretto da:
- Scritto da:

### Trama
- Interpreti: Jack Webb (sergente Joe Friday), Ralph Moody, George Fenneman (annunciatore in apertura), Hal Gibney (annunciatore in chiusura)

## The Big Blast
- Diretto da:
- Scritto da:

### Trama
- Interpreti: Jack Webb (sergente Joe Friday), Russ Conway, William Hudson, Charlotte Lawrence, Strother Martin, George Fenneman (annunciatore in apertura), Hal Gibney (annunciatore in chiusura)

## The Big Trial
- Diretto da:
- Scritto da:

### Trama
- Interpreti: Jack Webb (sergente Joe Friday), Charlotte Lawrence, Joyce McCluskey, Renny McEvoy, Martin Milner, Kenneth Patterson, Yvonne Peattie, Vic Perrin, Dan Riss, George Fenneman (annunciatore in apertura), Hal Gibney (annunciatore in chiusura)

## The Big September Man
- Diretto da:
- Scritto da:

### Trama
- Interpreti: Jack Webb (sergente Joe Friday), Barney Phillips (sergente Ed Jacobs), Stacy Harris (William Harold Tanner), George Sawaya (sergente Lopez), Eddie Firestone (Robert French), Jonathan Hole (Martin Tanner), George Fenneman (annunciatore in apertura), Hal Gibney (annunciatore in chiusura)

## The Big Phone Call
- Diretto da:
- Scritto da:

### Trama
- Interpreti: Jack Webb (sergente Joe Friday), Barney Phillips (sergente Ed Jacobs), Vic Perrin (Ernest George Garvey), George Fenneman (annunciatore in apertura), Hal Gibney (annunciatore in chiusura)

## The Big Casing
- Diretto da:
- Scritto da:

### Trama
- Interpreti: Jack Webb (sergente Joe Friday), Barney Phillips (sergente Ed Jacobs), Harry Bartell (Andrew Robertson), Herbert Butterfield (tenente Lee Jones), Jack Kruschen (Ted Carleton), Ken Peters (tenente Harry Fremont), Will Yaeger (George Wright), George Fenneman (annunciatore in apertura), Hal Gibney (annunciatore in chiusura)

## The Big Lamp
- Diretto da:
- Scritto da:

### Trama
- Interpreti: Jack Webb (sergente Joe Friday), Barney Phillips (sergente Ed Jacobs), Herbert Ellis (ufficiale Frank Smith #1), Tol Avery, Parley Baer, Herbert Butterfield, Eddie Firestone, Ralph Moody, George Fenneman (annunciatore in apertura), Hal Gibney (annunciatore in chiusura)